# Steve Madden
Steve Madden (New York, 23 marzo 1958) è uno stilista e imprenditore statunitense. È il fondatore ed ex CEO di Steve Madden Limited, azienda attiva nel campo della moda, in particolare nella produzione di scarpe.

## Origini e formazione
Madden, il più giovane di tre fratelli, è nato a Far Rockaway, nel Queens, da madre di famiglia ebrea e padre cattolico irlandese. È cresciuto vicino a Lawrence e ha ottenuto il diploma di scuola superiore nella contea di Nassau, New York.
Dopo il liceo, Madden ha studiato all'Università di Miami per due anni prima di tornare a Long Island. Madden avviò nel 1990 l'azienda che porta il suo nome, partendo da un budget di 1100 dollari, iniziando vendendo scarpe dal bagagliaio della sua auto.

## Vicende giudiziarie
Gli affari di Madden erano strettamente legati alla società di intermediazione di Long Island Stratton Oakmont, cofondata dall'amico d'infanzia di Madden Danny Porush, che prima gli prestò denaro per espandere la sua neonata società, e poi ne sottoscrisse l'offerta pubblica iniziale.
Nel giugno 2000 venne intentata un'azione collettiva contro Madden per aver rilasciato dichiarazioni sostanzialmente false e fuorvianti a scopo di truffa, venendo arrestato nello stesso mese. Nel 2004 raggiunse un accordo giudiziario pagando una somma di 9 milioni di dollari. Nel 2001, la Securities and Exchange Commission sporse denuncia contro Madden presso la Corte Federale dello stato di New York, per presunte violazioni delle norme sul mercato azionario.
Nel 2002, Madden è stato condannato per manipolazione del mercato azionario e riciclaggio di denaro. Venne successivamente condannato a 41 mesi di prigione e costretto a dimettersi dalla carica di CEO da Steven Madden Limited, nonché dal consiglio di amministrazione. Poco dopo le dimissioni da CEO, Madden comunque si autonominò consulente creativo dell'azienda, posizione per la quale ha guadagnato 700.000 dollari anche durante il periodo di detenzione.
Madden scontò la pena nella prigione federale presso Eglin Air Force Base, e successivamente nel Coleman Federal Correctional Complex, nei pressi di Ocala, in Florida. Madden è stato scarcerato nell'aprile 2005, frequentando poi un centro di riabilitazione sociale di New York City per un periodo di 60 giorni. Scontò il resto della condanna agli arresti domiciliari presso la sua abitazione.

## Carriera dopo il rilascio
Dopo che Madden venne rilasciato nel 2005, l'azienda recuperò rapidamente le sue quotazioni, aumentando le entrate di quasi 100 milioni di dollari (su un totale di 475 milioni) nel 2006. Nello stesso anno, Steven Madden Limited è stata nominata "Compagnia dell'anno" per la seconda volta ai Footwear News Achievement Awards.
Madden continua ad avere il ruolo di fondatore e capo del design, e la società continua a mostrare una crescita anno su anno, avendo registrato un fatturato di 1,9 miliardi di dollari per l'anno fiscale 2021.

## Nella cultura popolare
Steve Madden è tra i personaggi del film di Martin Scorsese The Wolf of Wall Street, basato sull'omonimo libro di memorie di Jordan Belfort. Nel film viene presentato il rapporto tra Madden (interpretato da Jake Hoffman) e la Stratton Oakmont, dove Belfort fa ai broker un entusiasmante discorso di incoraggiamento spingendo la vendita delle azioni della società di Madden. Dopo aver visto il film, Madden ha criticato il suo ritratto definendolo "troppo nerd".

## Vita privata
Madden ha ammesso di aver abusato di alcol e droghe varie, e in seguito ha partecipato ad un processo di riabilitazione ordinato dal tribunale.
Madden nel 2005 ha sposato Wendy Ballew, la sua ex direttrice delle operazioni, dopo essere stato rilasciato dalla prigione. La coppia ha tre figli, i gemelli Jack e Stevie Madden, e Goldie Ryan Madden. Madden e Ballew hanno divorziato nel 2015.

## Premi e riconoscimenti
- NASDAQ Honors Steve Madden & 20 Year Anniversary (giugno 2010)[21]
- Two Ten Foundation Honors Steve Madden (Giugno 2010)[22]
- Footwear News Reader's Choice: Person of the Year Award (dicembre 2011)[23]
- Footwear News Achievement Award Hall of Fame (dicembre 2019)[24]